# Anna von Hausswolff
Anna Michaela Ebba Electra von Hausswolff (Göteborg, 6 de setembre de 1986) és una compositora, organista i lletrista sueca.

## Trajectòria
Anna von Hausswolff és filla de l'artista sonor d'avantguarda Carl Michael von Hausswolff. Va estudiar Arquitectura a Universitat Tecnològica de Chalmers.
Von Hausswolff va publicar el seu primer senzill, «Track of Time», el 2010, seguit de l'àlbum debut Singing from the Grave. El 2011, va fer de telonera en tres ocasions de Lykke Li, i de M.Ward al Dramaten d'Estocolm. És coneguda per la seva veu expressiva i les seves actuacions en directe, característica que ha fet que la comparin amb Diamanda Galás.
Von Hausswolff va publicar el seu quart àlbum Dead Magic, produït pel productor de Sunn O))), Randall Dunn, a City Slang Records el 2018. L'àlbum inclou cançons gravades amb l'orgue del segle XX de l'església de Marbre d'estil rococó de Copenhaguen. Va declarar que esperava que l'àlbum fes que els oients acceptessin el misteri i l'ambigüitat en una «societat extremadament materialista on tot s'ha d'explicar».

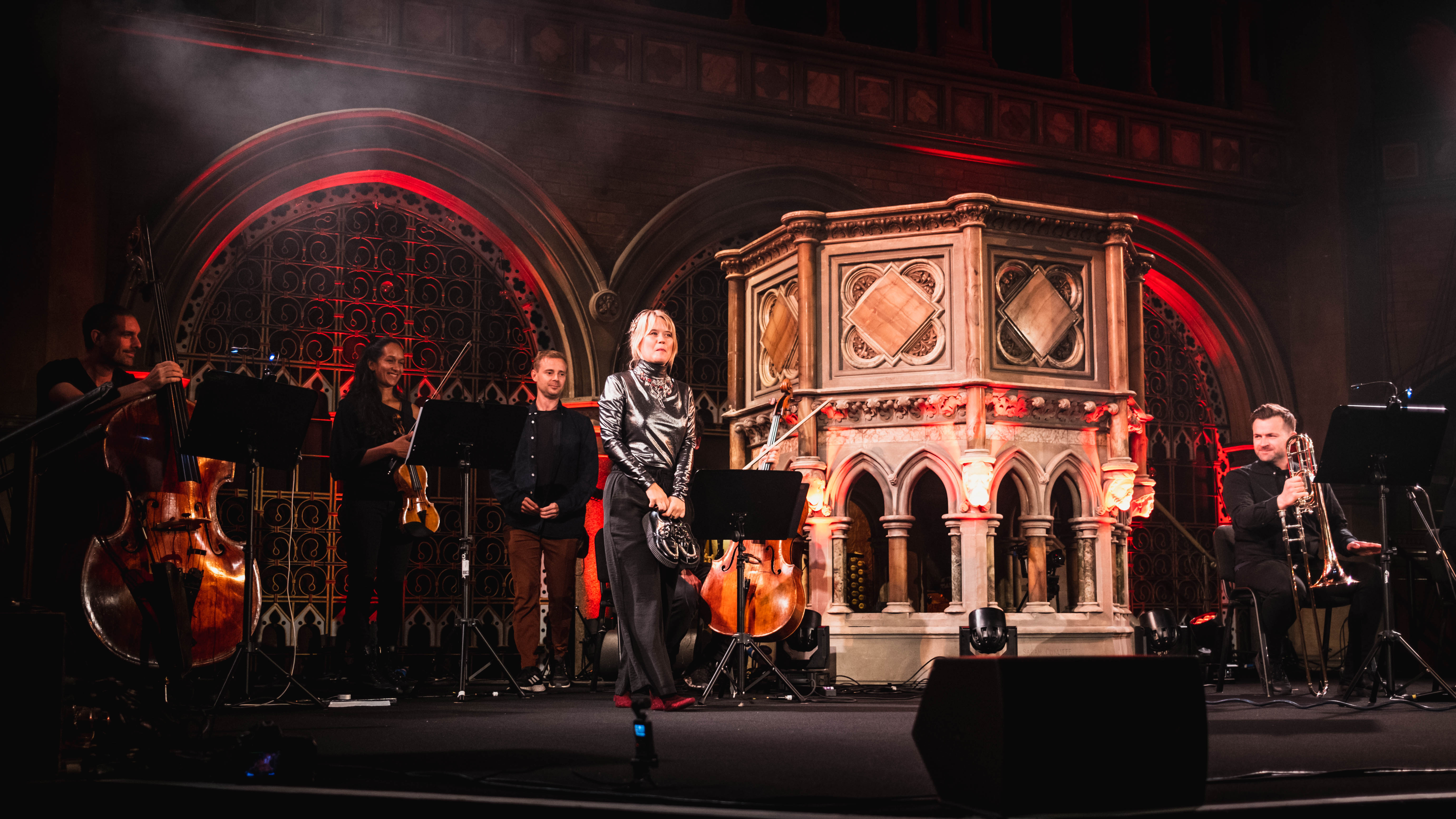
Anna von Hausswolff a la Union Chapel d'Islington el 2022

El 2021, von Hausswolff va cancel·lar el seu concert previst a Notre-Dame de Bon-Port a Nantes després de les demandes de boicot de grups catòlics fonamentalistes. En considerar que la seva música era «satànica», els manifestants van bloquejar l'entrada de l'església. Les queixes contra von Hausswolff es refereixen a la seva cançó «Pills», que inclou la lletra I made love with the devil. El mateix any, un concert previst a l'església de Sant Eustaqui de París també va ser amenaçat i reprogramat a l'església protestant Unie de l'Etoile, una ubicació mantinguda en secret fins a l'últim moment excepte per als titulars de les entrades. En una nota de premsa, el sacerdot de Sant Eustaqui va explicar que el concert es va cancel·lar per motius de seguretat i no pel contingut de l'obra de von Hausswolff. Von Hausswolff ha negat les acusacions de satanisme.

## Estil
La música d'estil gòtic de von Hausswolff ha estat descrita com «art pop, drone i post-metal», amb «una juxtaposició de fosc i brillant». The Guardian l'ha qualificat de «funeral pop». La seva veu té reminiscències de Nico, Yma Sumac, Kate Bush i Siouxsie Sioux. La seva música està associada al gènere krautrock amb odes a Einstürzende Neubauten i Swans.
En una entrevista a The National va explicar la naturalesa físicament exigent de l'orgue: «Estàs treballant amb les mans i els peus, i pares per tocar la flauta o la trompeta. Si toques ràpid és com ballar: has de moure tot el cos perquè funcioni».

## Discografia

### Àlbums
- Singing from the Grave (2010)
- Ceremony (2013)
- The Miraculous (2015)
- Dead Magic (2018)
- All Thoughts Fly (2020)
- Live at Montreux Jazz Festival (2022)

### EP
- Track of Time (2010)
- Källan (prototip) (2014)
- Källan (betatip) (2016)